# Lychnis
Genre
Lychnis  (les Lychnides) est un genre d'angiospermes dicotylédones de la famille des Caryophyllacées. Il est très proche du genre Silene avec lequel il est souvent confondu, et dans lequel nombre d'anciens Lychnis (ex: Lychnis flos-jovis ou fleur de Jupiter) ont d'ailleurs été intégrés en APGII et APGIII.

## Liste d'espèces
Selon Tela Botanica, le 2 avril 2016 :
- Lychnis chalcedonica L.
- Lychnis coronaria (L.) Desr.
- Lychnis flos-cuculi L.

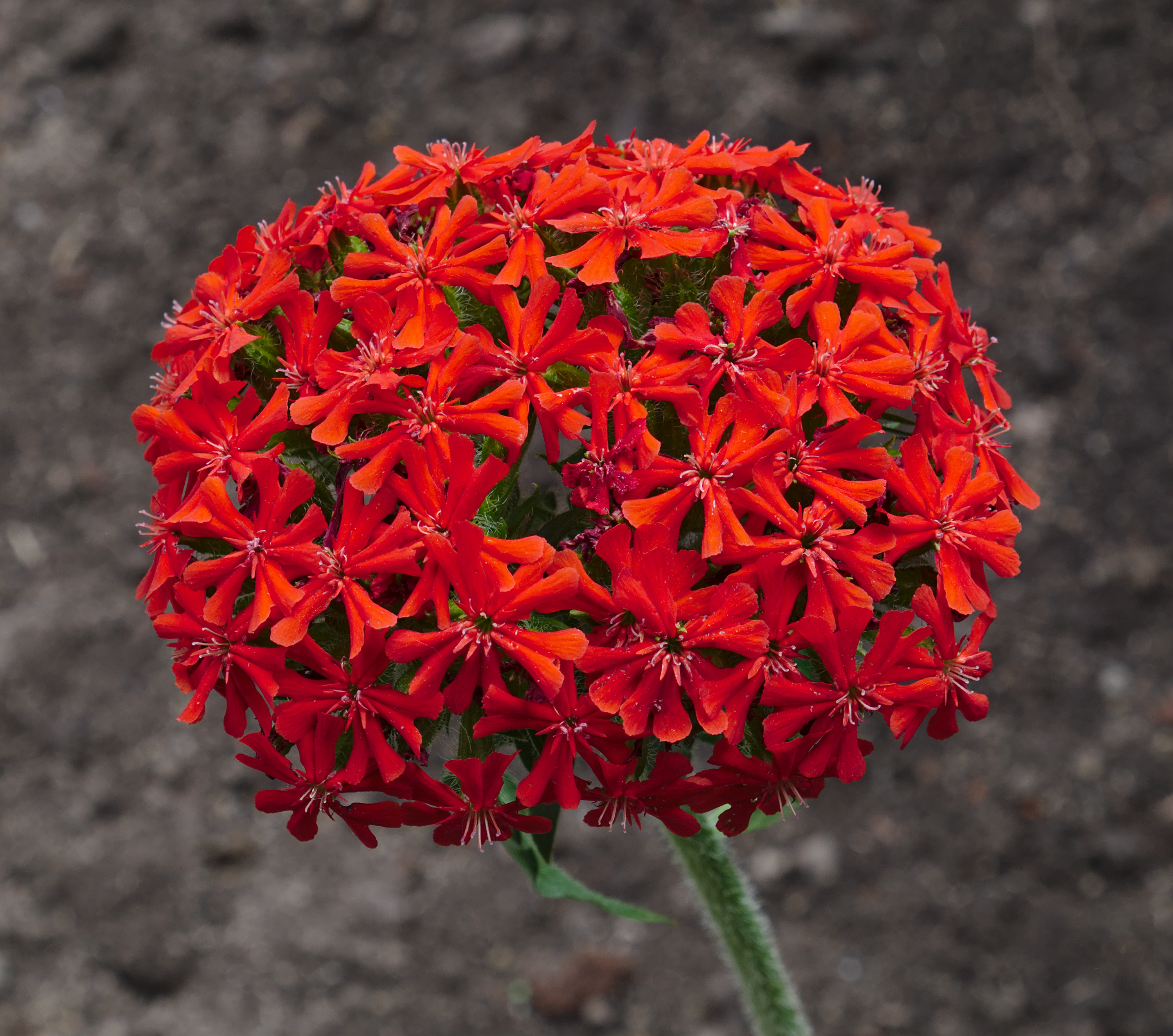
Lychnis chalcedonica

- Lychnis flos-jovis (L.) Desr., 1792

## Consommateur
Le papillon de nuit (hétérocère) suivant se nourrit de lychnides : 
- sphinx bombyliforme, Hemaris tityus (Sphingidae).